# 二乙基二硫代氨基甲酸钴(III)
二乙基二硫代氨基甲酸钴(III)是一种配位化合物，化学式为Co(S2CNEt2)3，其中Et为乙基。它是具有抗磁性的绿色固体，可溶于有机溶剂。它可由硝酸钴和二乙基二硫代氨基甲酸盐在空气中氧化制得。其分子具有八面体几何构型，低自旋的Co(III)具有理想化的D3对称性，Co-S键的键长为267 pm。它可以氧化为阳离子型Co(IV)配合物。
它和氟硼酸发生以下反应：
2 Co(Et2dtc)3  +  HBF4  →  [Co2(Et2dtc)5]BF4  +  "Et2NdtcH"